# Femmes au canapé
Femmes au canapé – ou Le Divan – est un tableau réalisé par le peintre français Henri Matisse en 1921. Cette huile sur toile représente deux femmes dans un intérieur offrant une vue sur la mer par une porte-fenêtre. Partie de la collection Jean Walter et Paul Guillaume, elle est conservée au musée de l'Orangerie, à Paris.